# Criteri de Nyquist
El Criteri de Nyquist, teorema de mostreig de Nyquist-Shannon, o teorema de mostreig de Whittaker-Nyquist-Kotelnikov-Shannon, o teorema de Nyquist, és un teorema fonamental de la teoria de la informació, que té un especial interès en l'àmbit de la telecomunicació. Va ser formulat en forma de conjectura per primera vegada per Felix Strecker a Siemens l'any 1930 i per Harry Nyquist el 1932, i va ser demostrat formalment per Claude E. Shannon el 1949.
Aquest criteri tracta sobre el mostreig, que no s'ha de confondre amb la quantificació, procés que segueix al del mostreig en la digitalització d'un senyal i que al contrari del mostreig no és reversible (es produeix una pèrdua d'informació en el procés de quantificació fins i tot en el cas teòric ideal, que es tradueix en una distorsió coneguda com a error/soroll de quantificació i que estableix un límit teòric superior a la relació senyal-soroll). Dit d'un altra manera, des del punt de vista del teorema les mostres discretes d'un senyal són valors exactes que encara no han sofert ni acotaments ni truncaments sobre una precisió determinada, cosa que succeeix, perquè encara no han sigut quantificades.
Aquest teorema anuncia que: 
"La freqüència de mostreig mínima que cal per a realitzar una gravació digital (de qualitat), ha de ser major que el doble de la freqüència de l'àudio del senyal analògic que s'intenta digitalitzar i/o gravar." 
En cas d'usar una freqüència inferior és possible obtenir un mostreig que no es correspon amb la mesura, mentre que si s'usa aquesta freqüència de mostreig es pot reproduir posteriorment i de forma unívoca el senyal a partir de les mostres preses.
Si la freqüència més alta continguda en un senyal analògic {\displaystyle x_{a}(t)\,\!} és {\displaystyle F_{max}=B\,\!} i el senyal es mostra a {\displaystyle F_{s}>2F_{max}\equiv 2B\,\!}, llavors {\displaystyle x_{a}(t)\,\!} pot ser recuperat totalment a partir del seu mostreig usant la següent funció de interpolació:
{\displaystyle g(t)={\frac {\sin 2\pi Bt}{2\pi Bt}}\,\!}
| {\displaystyle x_{a}(t)=\sum _{n=-\infty }^{\infty }x_{a}\left({\frac {n}{F_{s}}}\right)g\left(t-{\frac {n}{F_{s}}}\right)} |
| --- |

on {\displaystyle x_{a}\left({\frac {n}{F_{s}}}\right)=x_{a}\left(nT\right)\equiv x\left(n\right)} són les mostres de {\displaystyle x_{a}\left(t\right)}.
Cal notar que el concepte d'amplada de banda no necessàriament és sinònim del valor de la freqüència més alta en el senyal d'interès. Als senyals per als quals això sí que és cert se'ls anomena senyals de banda base, i no tots els senyals comparteixen tal característica (per exemple, les ones de radio en freqüència modulada).
Si el criteri no és satisfet, existiran freqüències les quals el seu mostreig conicideix amb altres (l'anomenat aliasing).

## Errors freqüents d'interpretació del teorema i el procés de mostreig
Un error freqüent i estès és creure que, una vegada satisfets els criteris del teorema, la qualitat de la reconstrucció del senyal en tota la seva banda té una relació directe amb la freqüència de mostreig del procés. Això és totalment fals des de la perspectiva matemàtica del teorema i un error tenint en compte les limitacions pràctiques de la física o l'enginyeria. Des del punt de vista matemàtic, el procés de mostreig és perfectament reversible, la reconstrucció d'un senyal periòdic és exacte un cop es compleix el criteri de Nyquist, incrementar la freqüència de mostreig no aporta res: la informació necessària per a la reconstrucció total existeix des que es compleix el criteri.

## Aliàsing
El fet de realitzar un mostreig per sota del criteri de Nyquist produeix l'efecte d'aliàsing, que causa que senyals continus diferents es tornin indistingibles quan es mostreja digitalment. Alguns autors tradueixen aquest terme com solapament. L'aliàsing impedeix recuperar correctament el senyal quan les mostres d'aquesta s'obtenen a intervals de temps massa llargs. Quan això succeeix, el senyal original no pot ser reconstruït de forma correcta a partir del senyal digital. És necessari assegurar-se que el senyal analògic a mostrejar amb una freqüència, no existeixen components sinusoidals de freqüència major a s/2. Aquesta condició és anomenada el criteri de Nyquist, i és equivalent a dir que la freqüència de mostreig ha de ser com a mínim més de dues vegades major que l'amplada de banda del senyal.
Dit d'una altra manera, la informació completa del senyal analògic original que compleix el criteri de Nyquist està descrita per la sèrie total de mostres que es van produir en el procés de mostreig. Per tant, no hi ha res de l'evolució del senyal entre mostres que no estiguin perfectament definides per la sèrie total de mostres.